# 科德贝克-莱塞尔伯夫
科德贝克-莱塞尔伯夫（法語：Caudebec-lès-Elbeuf，法語發音：[kodbɛk lɛz‿ɛlbœf]，意为“埃尔伯夫附近的科德贝克”）是法国滨海塞纳省的一个市镇，属于鲁昂区。

## 地理
科德贝克-莱塞尔伯夫（49°16'51"N, 1°1'16"E）面积3.68 平方千米，位于法国诺曼底大区滨海塞纳省，该省份为法国北部沿海省份，其西部及北部濒大西洋英吉利海峡，东起顺时针与索姆省、瓦兹省、厄尔省和卡爾瓦多斯省接壤。
与科德贝克-莱塞尔伯夫接壤的市镇（或旧市镇、城区）包括：埃尔伯夫、圣欧班莱塞尔伯夫、圣皮埃尔-莱塞尔伯夫。
科德贝克-莱塞尔伯夫的时区为UTC+01:00、UTC+02:00（夏令时）。

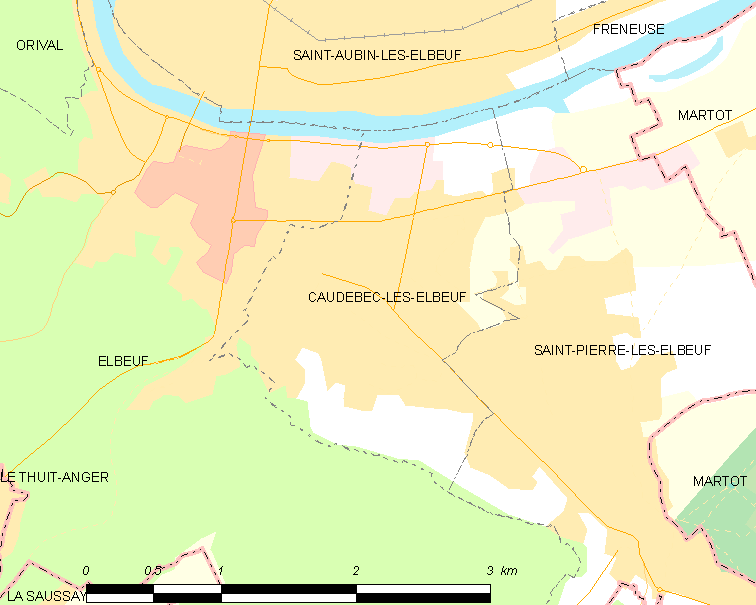
科德贝克-莱塞尔伯夫的OSM定位图

## 行政
科德贝克-莱塞尔伯夫的邮政编码为76320，INSEE市镇编码为76165。

## 政治
科德贝克-莱塞尔伯夫所属的省级选区为科德贝克-莱塞尔伯夫县。

## 人口

1962-2008年间科德贝克-莱塞尔伯夫人口变化图示

科德贝克-莱塞尔伯夫于2022年1月1日时的人口数量为10414人。